# Baie de Jacmel
La baie de Jacmel est une baie située sur la côte méridionale d'Haïti et s'ouvrant sur la mer des Caraïbes. Au fond de cette baie s'étend la ville portuaire de Jacmel. 

## Géographie
La baie de Jacmel s'ouvre plein Sud sur la mer des Caraïbes. Plusieurs cours d'eau se jettent dans cette baie, la rivière de la Cosse et la Petite Rivière de Jacmel.
La baie de Jacmel renferme un massif corallien dans la profondeur de ses eaux. La pollution de l'eau menace les coraux. 